# Carlos Morán
Carlos Fernando Morán Guillén (La Ceiba, 19 luglio 1984) è un ex calciatore honduregno, di ruolo centrocampista.

## Carriera

### Club
Ha sempre giocato nel campionato honduregno.

### Nazionale
Con la maglia della Nazionale ha collezionato 7 presenze nel 2005.